# Renodes fuscula
Renodes fuscula là một loài bướm đêm trong họ Erebidae.